# Ornithopus sativus
La serradela (Ornithopus sativus) es una especie de planta herbácea de la familia de las fabáceas.

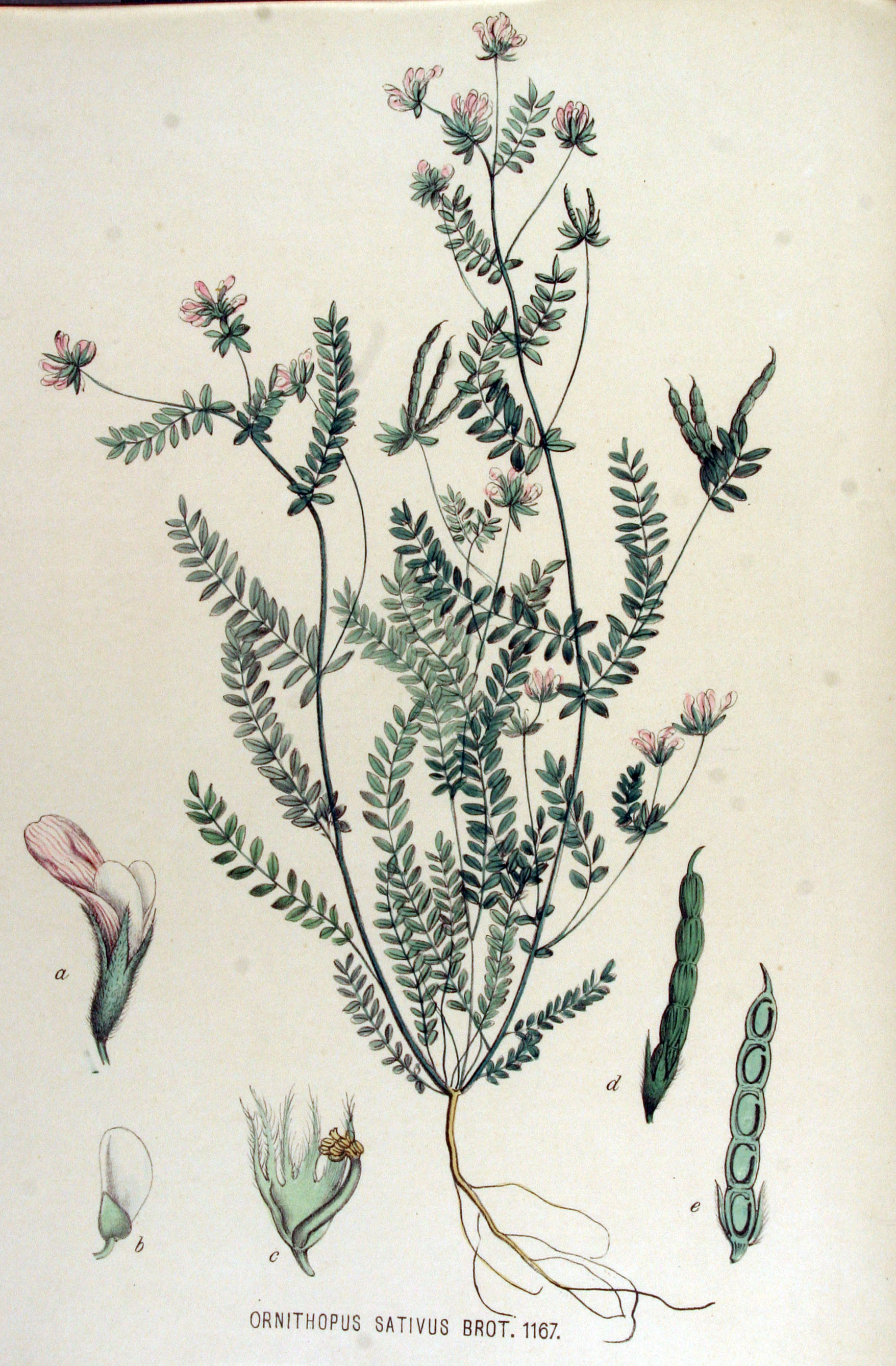
Ilustración

## Descripción
Es una hierba erecta, decumbente o ascendente. Tallos de 9-65 cm de altura, vilosos. Hojas 1,2-5(9,7) cm, las basales pecioladas, las medias y superiores sentadas, con 4-18 pares de folíolos; estípulas de menos de 1 mm, triangulares, con ápice frecuentemente purpúreo; pecíolo (0)0,3-2 cm; folíolos 3,5-16 x 1,5-6 mm, obovados o elípticos, mucronados, vilosos por ambas caras. Inflorescencia con 2-6 flores; pedúnculo 7-50 mm, más largo que la hoja correspondiente; bráctea foliácea que generalmente no alcanza el ápice de las flores, imparipinnada, con 2-3(5) pares de folíolos; flores subsentadas o con pedicelo de menos de 1 mm, rodeadas por bractéolas pequeñas, ocráceas. Cáliz 3,2-5 mm, viloso; tubo casi de la longitud de los dientes; labio superior bífido, algo más corto que el inferior, con dientes de 1-1,5 mm, lanceolados; labio inferior con dientes de 1,5-3 mm, linear-lanceolados. Corola rosada o blanquecina y con los nervios del estandarte purpúreos; estandarte 6,5-10 x 3-4,3 mm, panduriforme, generalmente asimétrico, atenuado en la base de la lámina, con uña de 2-2,5 mm; alas 5,5-7,5 x 2,5-3,2 mm, con aurícula de c. 0,5 mm y uña de 1,5-2 mm; quilla 3-4 x 1,2-1,8 mm, que alcanza la base de las alas, con uña de 1,2-1,9 mm. Androceo diadelfo; anteras 0,2-0,3 x 0,2-0,3 mm. Ovario glabro o peloso, hasta con 8 rudimentos seminales. Fruto (11)15-43 x (1,2)1,5-2,5 mm, subsentado, de sección circular o elíptica, moniliforme o toruloso, recto o curvado, glabro o peloso, con 1-6 tabiques transversales o sin tabiques; pico (1,2)2-20(30) mm, ensiforme, recto o curvado, frecuentemente con el estilo presente en la madurez. Semillas (1,1)1,3-1,8 x 2-3,5 mm, pardas o amarillento-rojizas.

## Distribución y hábitat
Se encuentra en pastizales; a una altitud de 0-800 metros en el SW de Francia, Azores, península ibérica y Norte de África (Argelia y Marruecos).

## Taxonomía
Ornithopus sativus fue descrita por Félix de Avelar Brotero y publicado en Flora Lusitanica 2: 160. 1804[1805].
Citología
Números cromosomáticos de Ornithopus sativus (Fam. Leguminosae) y táxones infraespecíficos:  2n=14
Sinonimia
- Coronilla seradella E.H.L.Krause
- Ornithopus perpusillus subsp. roseus (Dufour) Rouy
- Ornithopus roseus Dufour
- Ornithopus sativus subsp. roseus (Dufour) Dostal[4]

## Nombre común
- Castellano:  seradela, serradela.[5]